# Бертхолд фон Мозбург (епископ)
Бертхолд фон Мозбург (на немски: Berthold von Moosburg; † сл. 1106) е геген-архиепископ на Залцбург (1085 – 1106).

## Биография
Бертхолд е син на граф Буркхард I фон Мозбург, граф на Мозбург и в Горен Ампер († сл. 1060). Дядо му по майчина линия е граф Бертхолд II фон Дисен († сл. 1060).
През 1085 г. Хайнрих IV назначава Бертхолд фон Мозбург за архиепископ на Залцбург, понеже Гебхард на събора в Кведлинбург се съгласява с анатемата на Хайнрих. Бертхолд разрушава собственостите на маркграф Енгелберт фон Спанхайм, който е фогт на архиепископския манастир Залцбург, и на манастир Адмонт. Енгелберт успява обаче да завладее град Залцбург, а Бертхолд трябва да се оттегли в крепостта Хоензалцбург.
През 1086 г. Бавария и Швабия с херцог Велф IV също се надигат против император Хайнрих и Бертхолд трябва да избяга и архиепископ Гебхард може да се върне обратно в Залцбург. След смъртта на Гебхард през 1088 г. Бертхолд отново е в Залцбург до 1090 г. Тази година за архиепископ на Залцбург е избран Тиемо и получава палиума от папа Урбан II.
През 1097 г. Бертхолд печели битката при Заалдорф, Тиемо трябва да бяга, и Бертхолд става отново архиепископ. През 1106 г. той е изгонен с военна сила от архиепископ Конрад I.